# Ina Grapenthin
Ina Grapenthin (* 27. Januar 1968) ist eine ehemalige Ruderin, die für die DDR antrat.
Bei den Junioren-Weltmeisterschaften 1986 gewann Ina Grapenthin im DDR-Achter die Goldmedaille. 1987 und 1988 belegte die 1,87 m große Ruderin vom SC Dynamo Berlin bei den DDR-Meisterschaften den dritten Platz im Achter. Ina Grapenthin gehörte als Ersatzruderin zum DDR-Aufgebot für die Olympischen Spiele 1988, kam aber in Seoul zu keinem Einsatz. 1989 gewann sie den DDR-Meistertitel im Achter zusammen mit Martina Walther, Ramona Balthasar, Annette Hohn, Anja Kluge, Katrin Schröder, Ute Wild, Birte Siech und Steuerfrau Daniela Neunast. Bei den Weltmeisterschaften 1989 in Bled siegte der rumänische Achter vor dem DDR-Achter, in dem gegenüber den DDR-Meisterschaften Liane Justh für Birte Siech ruderte.